# 小行星7522
小行星7522（英語：7522）是一颗围绕太阳公转的小行星。1991年1月9日，M. Arai、H. Mori在寄居町发现了此天体。
这颗小行星的绝对星等为0.23167等。